# 10 Leporis
10 Leporis är en vit stjärna i huvudserien i Harens stjärnbild.
Stjärnan har visuell magnitud +5,53 och är synlig för blotta ögat vid god seeing. 10 Leporis befinner sig på ett avstånd av ungefär 270 ljusår.